# Schafbachtal mit seinen Seitentälern und Hohnerter Feld
Koordinaten: 50° 31′ 44″ N, 6° 26′ 27″ O
Das Naturschutzgebiet Schafbachtal mit seinen Seitentälern und Hohnerter Feld liegt auf dem Gebiet der Stadt Schleiden im Kreis Euskirchen in Nordrhein-Westfalen.
Das aus drei Teilflächen bestehende Gebiet erstreckt sich westlich der Kernstadt Schleiden entlang des Schafbaches. Durch das Gebiet hindurch verläuft die B 258, westlich verläuft die Landesstraße L 207.

## Bedeutung
Für Schleiden ist seit 1994 ein 141,55 ha großes Gebiet unter der Kenn-Nummer EU-051 als Naturschutzgebiet ausgewiesen. Die Unterschutzstellung erfolgt zur Erhaltung des Lebensraumes für besonders viele nach der Roten Liste in Nordrhein-Westfalen gefährdete Pflanzen- und Tierarten.